# دونالد دی لاین
دونالد دی لاین (انگلیسی: Donald De Line؛ زادهٔ) یک تهیه‌کننده اهل ایالات متحده آمریکا است. وی از سال ۱۹۸۵ میلادی تاکنون مشغول فعالیت بوده‌است.

## فیلم شناسی
| - ۲۰۰۱ اختلاف داخلی - ۲۰۰۳ کسب‌وکار ایتالیایی (فیلم ۲۰۰۳) - ۲۰۰۴ همسران استپفورد (فیلم ۲۰۰۴) - ۲۰۰۴ بدون پارو - ۲۰۰۸ یک مشت دروغ - ۲۰۰۸ پیریت (فیلم ۲۰۰۸) - ۲۰۰۹ دوست دارم مرد - ۲۰۰۹ مشاهده و گزارش - ۲۰۱۰ برلسک (فیلم ۲۰۱۰) - ۲۰۱۰ یوگی خرسه (فیلم) - ۲۰۱۱ فانوس سبز (فیلم) - ۲۰۱۳ رنج و گنج - ۲۰۱۷ Going in Style - ۲۰۱۸ بازیکن شماره یک آماده (فیلم) | - ۲۰۱۰ افسانه محافظان: جغدهای گاهول - سگ های زمستان - ویوارد پینز | - ۱۹۹۶ خون‌بها (فیلم ۱۹۹۶) - ۱۹۹۱ از باب چه خبر؟ - ۱۹۹۰ زن زیبا |